# José Maria Marin

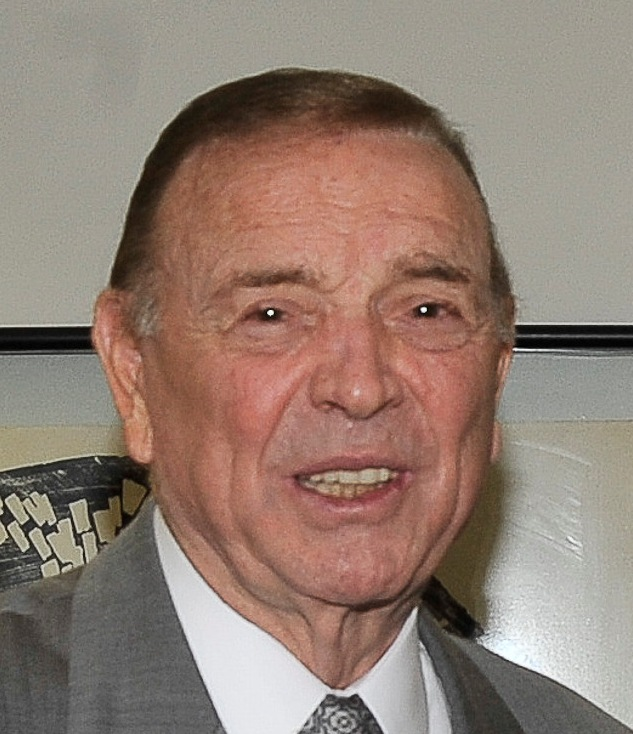
José Maria Marin

José Maria Marin (* 6. Mai 1932 in São Paulo; † 20. Juli 2025) war ein brasilianischer Rechtsanwalt, Sportfunktionär, Politiker und Fußballspieler. Zwischen Mai 1982 und März 1983 war er, noch während der Militärdiktatur, Gouverneur des Bundesstaats São Paulo. Von März 2012 bis April 2015 war er Präsident des brasilianischen Fußballverbands, der Confederação Brasileira de Futebol.
Vom 27. Mai 2015 bis Ende März 2020 war er inhaftiert. Aufgrund der COVID-19-Pandemie wurde er vorzeitig aus der Haft entlassen.

## Karriere
José Maria Marin war im Laufe seiner Karriere immer im Fußball und in der Politik zugegen. Während seiner Studienzeit war er von 1950 bis 1952 als Rechtsaußen beim FC São Paulo aktiv, anschließend ging er in die Politik. Von 1964 bis 1970 war er Ratsmitglied der Stadt São Paulo und übernahm 1969 das Bürgermeisteramt.
Später übernahm er einen Sitz in der gesetzgebenden Versammlung des Bundesstaates São Paulo, den er bis 1979 innehatte. Im Juni 2012 wurde er beschuldigt, dass eine seiner Reden aus dem Oktober 1975 zur Verhaftung und Ermordung des Journalisten Vladimir Herzog geführt hatte. Im Anschluss wurde er Vize-Gouverneur. Im Mai 1982 übernahm er den Gouverneursposten vom scheidenden Paulo Maluf und blieb bis März 1983 im Amt.
Marin kehrte 1982 in die Sportszene zurück, als er das Präsidentenamt des Fußballverbands des Bundesstaates São Paulo übernahm. Er blieb bis 1988 im Amt. 1986 fungierte er bei der Fußball-Weltmeisterschaft als Chef der brasilianischen Delegation. 2007 wurde er zum Vizepräsidenten der Region Südost der Confederação Brasileira de Futebol gewählt und rückte 2012 nach dem Rückzug Ricardo Teixeiras als ältester Stellvertreter zum Präsidenten der CBF auf. Damit war er auch Präsident des COL, des Organisationskomitees für die Fußball-Weltmeisterschaft 2014 in Brasilien.
Zusammen mit fünf weiteren FIFA-Funktionären wurde er am 27. Mai 2015 im Zürcher Hotel Baur au Lac aufgrund von Verstrickungen im Fall der Korruption in der FIFA verhaftet. Er soll mehrere Millionen Dollar bei der Vergabe von südamerikanischen Turnieren angenommen haben. Anfang November wurde er an die USA ausgeliefert. 2017 sprach ihn ein New Yorker Gericht schuldig. Das Strafmaß wurde 2018 auf vier Jahre Haft festgelegt.